# Hans-Werner Wagner
Hans-Werner Wagner (* 12. August 1952 in Bad Kreuznach; † 2. Juli 1998 in Dresden) war ein deutscher Finanz- und Verwaltungsjurist und politischer Beamter der CDU auf Landesebene in Sachsen.

## Leben
Nach dem Abitur in Bad Kreuznach 1972 begann Hans-Werner Wagner sein Studium der Rechts- und Wirtschaftswissenschaften an der Georg-August-Universität Göttingen. In Göttingen wurde er Mitglied des Corps Hannovera. Nach dem juristischen Referendarexamen 1978 begann er den Vorbereitungsdienst als Rechtsreferendar im Bereich des Oberlandesgerichts Celle. Seine Auslandsstation leistete er in Wien bei der Deutschen Handelskammer in Österreich ab und bestand 1981 das Assessorexamen in Celle. Er trat sodann in den niedersächsischen Landesverwaltungsdienst ein und wurde als junger Regierungsrat zunächst in der Finanzverwaltung eingesetzt, dann als Büroleiter der damaligen niedersächsischen Landesfinanzministerin Birgit Breuel. Im Zuge der Deutschen Wiedervereinigung gehörte er 1990 zu einem Team jüngerer Verwaltungsfachleute um den sächsischen Ministerpräsidenten Kurt Biedenkopf als Abteilungsleiter in der Sächsischen Staatskanzlei in Dresden. Von dort wurde er bei Bildung des Kabinett Biedenkopf II zum Staatssekretär im Sächsischen Staatsministerium für Kultus und Sport unter Minister Matthias Rößler bestellt und kurz darauf zum Leiter der Staatskanzlei des Sächsischen Ministerpräsidenten Biedenkopf als Nachfolger von Günter Meyer. Wagner starb nach kurzer Krankheit 1998 und wurde auf dem Stephanusfriedhof in Kleinzschachwitz beigesetzt.